# La Familia (groupe roumain)
Pour les articles homonymes, voir La Familia.
La Familia est un groupe de hip-hop roumain, originaire de Sălăjan, à Bucarest. Il est formé en janvier 1996, trois ans après  B.U.G. Mafia, et quatre ans après Paraziții. Ils sont devenus célèbres par leur style gangsta rap, même s'ils ont moins de succès que B.U.G. Mafia, et surtout Paraziții.

## Biographie
Formé en 1996 par Dragoș « Puya » Gărdescu et Tudor Sișu, ils sont clairement considérés comme les pionniers du gangsta rap en Roumanie. Pris sous l'aile du groupe de gangsta rap B.U.G. Mafia, ils deviennent rapidement l'un des groupes de hip-hop les plus populaires en Roumanie à la fin des années 1990et début des années 2000. En 2003, Tudor Sișu est jugé à trois ans de prison, après avoir été appréhendé par la police locale dans un cas de trafic de drogues. Le groupe perd aussi les droits de son nom. Puya travaillera sur son album, avant de retrouver les droits du nom,.
À la fin 2005, Sișu est libéré, et le groupe reprend ses activités avant de se séparer de nouveau en 2011, après quelques tentatives ratées pour un nouvel album. Gărdescu et Sișu resteront amis et se réuniront même fréquemment pour quelques solos et performances. En 2017, ils se réunissent sous le nom de La Familia et publient leur neuvième album indépendamment,,,.

## Discographie
- 1997 - Băieţi de Cartier
- 1998 - Nicăieri nu-i ca acasă
- 1999 - Bine ai venit în paradis
- 2000 - Ca la noi
- 2001 - Familiarizează-te
- 2003 - Punct şi de la capăt
- 2004 - Foame de bani
- 2006 - O mare familie
- 2017 - Codul bunelor maniere